# Stránske
Stránske (in ungherese Alsóosztorány) è un comune della Slovacchia facente parte del distretto di Žilina, nella regione omonima.